# Dr Pepper
 Denne artikel bør gennemlæses af en person med fagkendskab for at sikre den faglige korrekthed.

 Der er for få eller ingen kildehenvisninger i denne artikel, hvilket er et problem. Du kan hjælpe ved at angive troværdige kilder til de påstande, som fremføres i artiklen.

Dr Pepper er en sodavand udviklet i 1885, og dermed en af verdens ældste. 

## Smag & udseende
Dr Pepper får den karakteristiske marcipanagtige smag fra en hemmelig blanding af 23 krydderier.

Dr Pepper er ligesom langt de fleste cola-varianter farvet med karamel (E-150d) og indeholder ligesom cola sukker, kulsyre og fosforsyre. Dog siges Dr Pepper ikke at være en coladrik.[kilde mangler]

## Sortiment
Dr Pepper har lavet følgende sodavand:[kilde mangler]
Dr Pepper (den originale),
Dr Pepper Diet,
Dr Pepper Cherry,
Dr Pepper Cherry Diet,
Dr Pepper Caffeine Free,
Dr Pepper Caffeine Free Diet,
Dr Pepper Cream Soda,
Dr Pepper Vanilla,
Dr Pepper Vanilla Diet,
Dr Pepper Now Less Sugar, Dr Pepper Cherry Vanilla, Dr Pepper Cherry Vanilla Diet.

## Distribution i Danmark
I Danmark distribueredes Dr Pepper indtil 2006 af The Coca-Cola Company. Rettighederne til Dr Pepper-distributionen ligger i dag hos Premium Beer Import.

## Baggrundsstof
- Wikimedia Commons har flere filer relateret til Dr Pepper
- http://www.drpepper.com Arkiveret 8. december 2020 hos  Wayback Machine
- http://www.schur-brands.dk Arkiveret 30. december 2006 hos  Wayback Machine

| Mad og drikke | Spire Denne artikel om mad og drikke er en spire som bør udbygges. Du er velkommen til at hjælpe Wikipedia ved at udvide den. |